# Saison 8 de Columbo
Chronologie
Saison 7 Saison 9
La saison 8 de la série télévisée Columbo, comporte quatre épisodes diffusés de février à mai 1989, et marque, onze ans après la précédente saison, le retour de Peter Falk dans le rôle qui l'a rendu célèbre.

## Épisode 1:Il y a toujours un truc
- États-Unis : ABC, 6 février 1989
- France : TF1, 2 avril 1994

Leo Penn
- Durée : 89 minutes

- Anthony Andrews (Eliot Blake) (VF : Yves-Marie Maurin)
- Karen Austin (Dr Paula Hull)
- James Greene (Bert Spindler) (VF : Serge Lhorca)
- Alan Fudge (M. Harrow) (VF : Claude D'Yd)
- Dana Andersen (en) (Dori)
- Robert Costanzo (sergent Russo) (VF : Michel Barbey)
- Anthony Zerbe (Max Dyson) (VF : Pierre Hatet)
- Michael Bacall (Tommy)
- Charles Howerton (en) (colonel Eckhert)

- Seul épisode de la série où les génériques sont en blanc et non en jaune. Le pilote de 1971 a néanmoins aussi les génériques en blanc.

- Lorsqu'à son arrivée sur le lieu du crime, Columbo demande à l'officier en faction s'il a eu un enfant, ce dernier lui répond une fille, prénommée Solange. Dans la version originale, il annonce que c'est un garçon, prénommé Harry.

- Columbo soigne son entrée, il cabotine même. On voit une voiture mais pas au-delà du pare-brise, c'est la nuit. Soudain, un cigare est allumé et un visage disparu depuis 11 ans reparaît enfin.

- Pour montrer sa dextérité, Tommy fait à Columbo un tour de cartes (aux alentours de la 54e minute). Il lui présente un jeu faces cachées et lui demande de choisir une carte. Puis il ouvre le jeu en deux en demandant à Columbo de la replacer dans l'espace vide (donc dans le milieu du jeu). Ensuite il demande à Columbo quelle était sa carte (un as de carreau). Ensuite il sort la première carte du haut du paquet qui est alors un as de carreau, Puis il ouvre de nouveau le paquet et redemande à Columbo de replacer de nouveau cet as dans l'espace ouvert mais là on peut brièvement voir la carte du dessus qui est aussi un as de carreau. Ce qui laisse penser que le jeu entier (qui n'a jamais été montré) n'est rempli que d'as de carreau.

- Preuve d'une certaine cohérence, Léo Penn réalise ce premier opus du retour en fanfare comme il avait réalisé, 11 ans plus tôt, la sortie  temporaire  du sympathique lieutenant.

## Épisode 2:Ombres et Lumières
- États-Unis : ABC, 27 février 1989
- France : TF1, 7 juin 1992

James Frawley
- Durée : 91 minutes

- Fisher Stevens (Alex Brady) (VF : Jean-Philippe Puymartin)
- Molly Hagan (Ruth « Ruthie » Jernigan) (VF : Odile Schmitt)
- Nan Martin (Rose Walker) (VF : Catherine Sola)
- Jeff Perry (Leonard Fisher) (VF : Yves-Marie Maurin)
- Steven Hill (M. Marosco) (VF : Roger Lumont)
- Jerome Guardino (Sgt Burke)
- Elizabeth Ruscio (Fran)
- Al Pugliese (Phil Crossette)
- Time Winters (Stan) (VF : Jérôme Rebbot)
- Gayle Harbor (Lisa)
- Stewart J. Zully (Sewell)
- Avner Garbi (Kardarsian) (VF : Roger Lumont)
- Meg James (Guide) Lisa Barnes (Serveuse).

Spécialiste des effets spéciaux, Alex Brady est devenu un réalisateur à succès à Hollywood. Tout semble lui sourire jusqu’au jour où il reçoit la visite d’un de ses anciens camarades, Leonard dit "Lenny" Fisher, venu spécialement depuis Albany (État de New York) pour la journée. 
La sœur de ce dernier est morte dans un accident de moto dix ans auparavant. Brady en est le responsable, et "Lenny" en a la preuve : le film qu'un ami cameraman présent sur les lieux au moment des faits, a donné à Fisher juste avant de mourir. 
Brady, pris au piège, prépare alors le meurtre de son ami de jeunesse afin d'éviter un scandale susceptible de ruiner sa carrière. Utilisant un prétexte, il va faire abondamment arroser le sol d'une rue des studios de cinéma. Ensuite, il électrifie une grille qu'il fait saisir par Leonard qui meurt électrocuté, les pieds posés sur le sol humide.
- Le personnage d'Alex Brady, qui dans l'épisode est un réalisateur célèbre pour ses effets spéciaux, ressemble à s'y méprendre à Steven Spielberg[1] ; d'ailleurs la scène d'ouverture dans le parc touristique des studios Universal à Hollywood met ainsi en scène la maquette du requin du film Les Dents de la mer qu'on a déjà vue dans Deux en un.
- Fisher est a la fois le prénom de Fisher Stevens qui joue le rôle d'Alex Brady et le nom du personnage de fiction Leonard Fisher dit Lenny. Lenny travaille dans la confection, un métier traditionnellement exercé par des juifs. Il meurt dans une sorte de Nuit et Brouillard irréel, dans un nuage de fumée provoqué par son électrocution, sans comprendre ce qui lui arrive. Comme le déporté qui s'électrocute sur un barbelé électrifié sur l'affiche du film d'Alain Resnais en 1956[2]. Vers 49 min, dans l'épisode de Columbo, un brouillard artificiel est répandu en plein jour dans une rue du studio. Alex tient un mégaphone sur le siège en hauteur d’un chariot élévateur.

## Épisode 3:Fantasmes
- États-Unis : ABC, 3 avril 1989
- France : TF1, 20 juin 1992

James Frawley
- Durée : 90 minutes

- Lindsay Crouse (Dr. Joan Allenby / Lisa) (VF : Hélène Otternaud)
- Julia Montgomery (Cindy) (VF : Hélène Chanson)
- Peter Jurasik (Dr. Simon Ward) (VF : Pierre Fromont)
- Ken Lerner (Dr. Walter Neff) (VF : Claude Rollet)
- Marge Redmond (Helen Hendrix) (VF : Marcelle Lajeunesse)
- Stephen Macht (David Kincaid) (VF : Pascal Renwick)
- Dave Florek (Norm) (non crédité)
- Harry Johnson (Charlie) (non crédité)
- Pierrino Mascarine (joueur de soubassophone) (non crédité) (VF : Claude Rollet)
- Stewart J. Zully (Sergent Burke) (non crédité)

- Lors de la grande soirée pour collecte de fonds durant laquelle Joan Allenby commet le meurtre, la musique d'ambiance lorsqu'elle revient des toilettes après s'être changée en Lisa est celle de l'hymne national allemand.
- Dans cet épisode on voit Columbo jouer du tuba, un instrument qu'il a appris au collège (car c'était le seul instrument qui restait).
- C'est l'un des rares épisodes où la victime ne fait aucun chantage ni aucune menace envers son meurtrier. Il s'agit là d'une pure vengeance à la suite d'une tromperie.

## Épisode 4:Grandes manœuvres et petits soldats
- États-Unis : ABC, 1er mai 1989
- France : TF1, 6 mai 1994

Sam Wanamaker
- Durée : 89 minutes

- Robert Foxworth (le colonel Frank Brailie) (VF : Dominique Paturel)
- Andy Romano (le sergent-major Lester Keegan) (VF : Roger Bret)
- Janet Eilber (Jenny Padget) (VF : Catherine Lafond)
- Stephen Elliott (le général Padget) (VF : Jean-Henri Chambois)
- Michael McManus (le sergent Tanzer) (VF : Bernard Charlan)
- James Lashly (Sidney Winnik)
- George J. Peters (M. Martinson) (VF : Raymond Loyer)
- Lynn Clark (Marcia, la secrétaire) (VF : Maïté Monceau)
- Bennett Liss (un caporal)
- Lee Arenberg (un paramilitaire)
- John William Gibson (un paramilitaire)
- Stephen Quadros (un paramilitaire)
- Milt Kogan (un médecin)
- Christopher Titus (un paramilitaire)
- Rick Marzan (un officier de police)